# Nuriye Gülmen
Nuriye Gülmen (née le 24 novembre 1982) est une activiste turque, enseignante en anglais et en littérature comparée, limogée de son poste d'universitaire durant les purges qui ont fait suite à la tentative de coup d'État en Turquie en juillet 2016.
Pendant 324 jours, entre le 9 mars 2017 et le 26 janvier 2018, Nuriye Gülmen et son confrère enseignant Semih Özakça lui aussi limogé ont fait une grève de la faim partielle (ne s'alimentant que de vitamines, d'eau, de sucre et de sel) pour protester contre leur mise au ban et demander leur réaffectation dans l'enseignement. Les licenciements de fonctionnaires dans le cadre des purges de 2016 en Turquie sont lourds de conséquences pour ceux qui en sont les cibles. Celles-ci perdent toute source de revenu et de protection sociale, et peinent à retrouver un emploi, les listes de fonctionnaires radiés étant publiques ce qui peut signifier leur « mort sociale »,. Leur passeports leur sont fréquemment confisqués.
D'après l'ONG Human Rights Watch, 5800 universitaires ont été ainsi limogés par des décrets-lois dans le cadre de l'état d'urgence instauré après le putsch manqué. En juillet 2017, un an après la tentative de coup d'État, ces purges ont visé plus de 33.000 enseignants (toutes filières confondues) et un total allant plus de 100.000 à 140.000 fonctionnaires.
Depuis son incarcération à la prison de Sincan à Ankara à la suite de ses protestations médiatisées, Nuriye Gülmen est devenue, à l'instar de son confrère Semih Özakça une icône de la résistance de la société civile turque face à la dérive autoritaire du gouvernement,.

## Carrière universitaire
Tout en travaillant comme chercheuse en littérature comparée pour l'Université Selçuk de Konya dans le cadre du programme de formation des membres du corps professoral, Gülmen a été nommé à l'Université d'Eskişehir Osmangazi. Elle exerce un poste d'assistante de recherche au département de littérature comparée.
Elle a notamment traduit les « Lettres à Milena » de Franz Kafka de l’allemand vers le turc.

## Activisme

### Contexte
Dans la nuit du 16 au 17 juillet 2016, une tentative de coup d'État intentée par une partie minoritaire de l'armée turque, principalement dans les villes d'Ankara et d'Istanbul est réprimée par l'armée turque restée loyale au gouvernement, faisant 290 morts. Le lendemain du putsch, les autorités turques lancent une série d'arrestations et de renvois envers des fonctionnaires accusés de complicité, dans un premier temps au sein des Forces armées du pays où 6000 militaires sont mis en garde à vue, puis dans la justice, 3000 mandats d'arrêt étant délivrés à l'encontre de juges et de procureurs. Ces purges s’étendent également aux secteurs de l'enseignement, de la santé, des médias et du secteur privé.
Au départ, les purges visaient essentiellement les sympathisants du prédicateur Fethullah Gülen, opposant exilé aux États-Unis, considéré par le pouvoir turc comme l'instigateur du coup d'État manqué. Mais rapidement, cette tentative de putsch devient pour le pouvoir un prétexte idéal pour réprimer et réduire au silence toute contestation, y compris issue de la société civile.
Entre autres, des centaines d'universitaires sont arrêtés en représailles pour une « Pétition pour la paix » appelant à la fin des combats dans le sud-est de la Turquie. Parmi eux figure Tuna Altinel, enseignant à l'Université de Lyon qui reçoit en France les soutiens du Ministre des Affaires étrangères Jean-Yves Le Drian et du mathématicien et homme politique Cédric Villani.

### Activisme et arrestation
En octobre 2016, dans ce contexte d'état d'urgence, Nuriye Gülmen reçoit une lettre lui annonçant la suppression de son poste, puis est licenciée par décret le 6 janvier 2017, sans possibilité de recours. Après plusieurs semaines de manifestations, de sit-in, et de prises de paroles en plein cœur d'Ankara pour dénoncer publiquement son traitement, elle est rejointe dans son combat par Semih Özakça, un instituteur de la région de Mardin, au Kurdistan turc.
Placés en garde à vue le 9 mars 2017, les deux enseignants entament le même jour une grève de la faim partielle (ne s'alimentant que de vitamines, d'eau, de sucre et de sel) pour protester contre leurs mauvais traitements et demander leur réaffectation dans l'enseignement,. Libérés le 14 mars, ils poursuivent leur grève de la faim en public et leurs manifestations à Ankara, se faisant à nouveau plusieurs fois arrêter par les forces de l'ordre, jusqu'à leur incarcération le 23 mai,.
Des procureurs turcs requièrent contre eux jusqu'à 20 ans de prison pour appartenance à un groupe terroriste, propagande terroriste et infraction à la loi sur les manifestations. Une responsable de l'Union des juges et procureurs Yarsav, décrit alors une « peur profonde », des magistrats, obligés de rendre des verdicts favorables au gouvernement sous la menace de destitution.
Le  2 août, une requête pour leur libération est introduite auprès de la Cour européenne des droits de l'homme, mais celle-ci est rejetée, la Cour estimant que leur vie n'était pas en danger, ce qui suscite la colère de leurs familles et de leurs soutiens.
En novembre, une demande de libération de Nuriye Gülmen est rejetée par un tribunal, tandis que son confrère Semih Özakça est libéré un mois plus tôt.
Nuriye Gülmen est finalement libérée en décembre 2017, bien que cette liberté ne soit que conditionnelle en attendant un jugement en appel, le tribunal l’ayant condamné en première instance à 6 ans et 3 mois de prison pour appartenance au groupe marxiste DHKP-C.
Très affaiblie, Nuriye Gülmen retrouve les siens, transportée sur un brancard. Elle déclare par vidéoconférence, saluer tous ceux qui résistent et la soutiennent, en faisant le V de la victoire, ajoutant : « Votre résistance me rend forte. J’aime mon peuple. Ce combat, je le mène pour lui ».
En janvier 2018, alors que son poids n'est plus que de 34 kg, Nuriye Gülmen déclare ainsi que Semih Özakça, mettre un terme à sa grève de la faim à son 324ème jour, mais poursuivre son combat par la voie judiciaire.
Elle a de nouveau été arrêtée le 5 août 2020 et depuis a été condamnée à 10 ans de prison ferme.

## Soutiens et notoriété

### En Turquie

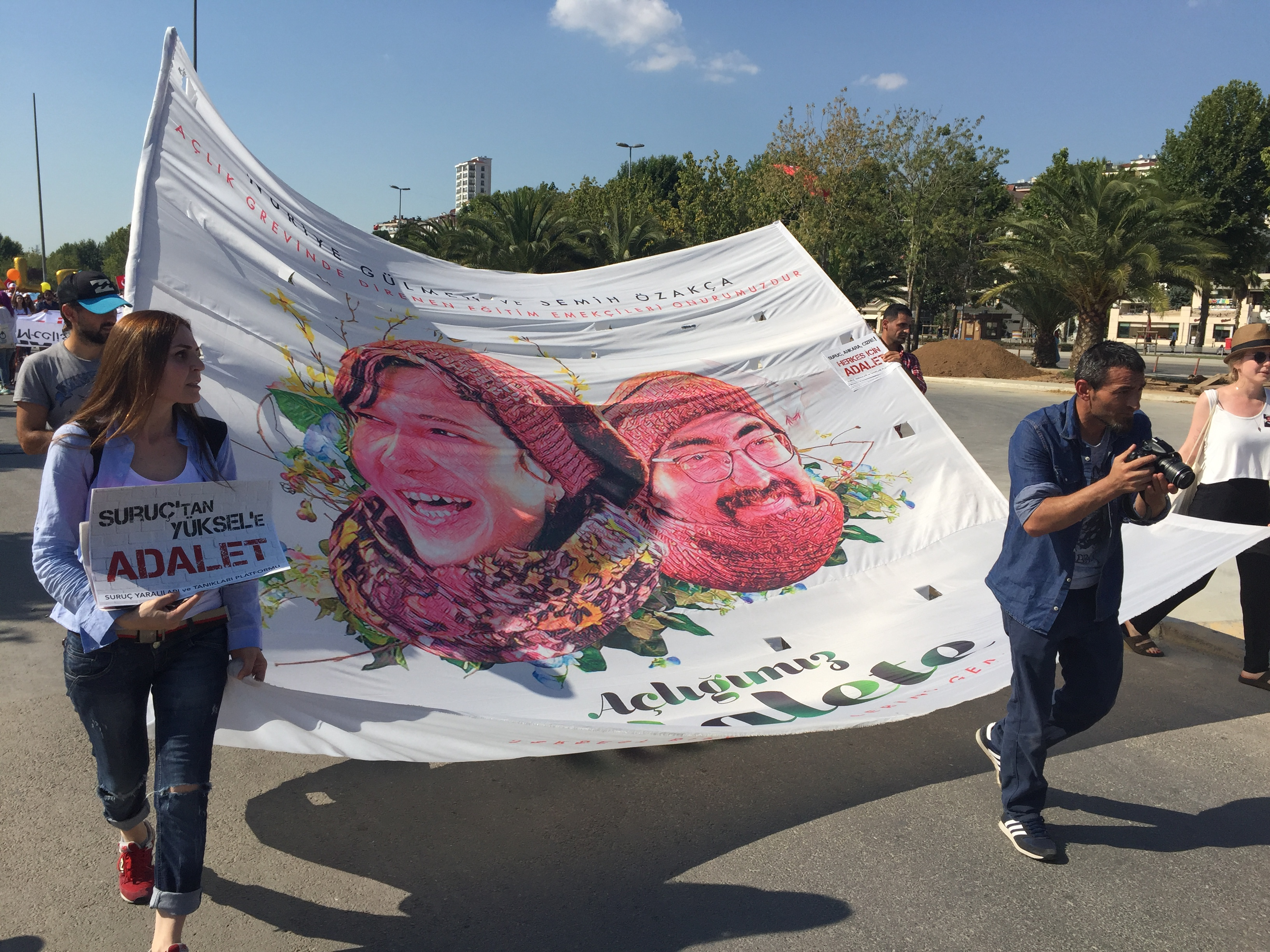
Manifestants portant une banderole de Nuriye Gülmen et Semih Özakça pendant la marche pour la justice à Istanbul.

Pendant l'incarcération des deux enseignants, des manifestations de soutien ont régulièrement lieu dans les rues d'Ankara, dispersées par les forces de sécurité. « Nuse », la contraction de leurs prénoms, devient un symbole de contestation, tagué sur des murs et même donné comme prénom à un nouveau-né.
Des portraits de Nuriye Gülmen sont brandis par les participants à la « marche pour la justice » entre Istanbul et Ankara, accueillie dans la capitale par près de 2 millions de personnes, devant lesquelles Kemal Kılıçdaroğlu, chef du parti d'opposition CHP (Parti républicain du peuple) et organisateur de cette marche, appelle le gouvernement à « mettre fin au coup d'État civil perpétré depuis la mise en place de l'état urgence ».
Dépassées par la vague de soutiens populaires en faveur des deux enseignants, les autorités turques procèdent à de nombreuses arrestations supplémentaires, notamment treize avocats d'un cabinet assurant leur défense, ainsi que Gülseren Yoleri, la présidente de l’Association des droits de l’homme pour Istanbul,,.
Néanmoins, si en Turquie la médiatisation du sort des deux universitaires se limite à la presse d'opposition de gauche (principalement le journal Cumhuriyet) – l'essentiel des médias étant alors contrôlés par le gouvernement – la presse étrangère et les réseaux sociaux permettent de donner un écho international à leur cause. Plusieurs personnalités publiques, comme l'activiste turco-belge Bahar Kimyongur, le styliste turc Barbaros Şansal, et certains députés des partis d'opposition turcs CHP et HDP (Parti démocratique des peuples) affichent leur soutien et alertent l'opinion publique internationale sur leur situation.

### À l’international
Des manifestations et groupes de soutien prennent ainsi forme à l'étranger, à l'initiative d'intellectuels, journalistes, mouvements syndicaux et personnalités politiques,.
Le 26 décembre 2016, avant même son incarcération et le début de sa grève la faim, l'activisme de Nuriye Gülmen contre la répression des autorités turques envers les universitaires la fait connaitre par la chaîne CNN International, qui lui consacre un portrait dans un classement de huit femmes ayant marqué l'année 2016 (où figurent également Angela Merkel et Hillary Clinton). Selon la chaîne américaine, Nuriye Gülmen avait déjà été arrêtée plus de 30 fois à cette date, alors qu'elle se rendait quotidiennement, bannière à la main, au pied d'une sculpture à Ankara représentant une femme lisant la Déclaration universelle des droits de l'homme, pour demander qu'on lui rende son travail,.
Début mai 2017, l'Italien Gianni Pitella, chef du groupe Socialistes et Démocrates du Parlement européen se rend à Ankara et rencontre Nuriye Gülmen et Semih Özakça, alors en grève de la faim depuis plus de deux mois. Il leur déclare devant un groupe de manifestants venus en soutien, partager leur combat pour une démocratie pleine et entière en Turquie.
Lors de leur incarcération le 23 mai, l'ONG Amnesty International adresse une lettre ouverte aux autorités turques, demandant leur libération, leur protection et rappelant leur droit de s'exprimer et de protester pacifiquement.
En juillet, Thorbjorn Jagland, secrétaire général du conseil de l'Europe, déclare s'être entretenu au téléphone avec le Premier ministre turc Binali Yildriim pour lui demander la libération des deux enseignants, à qui il demande l'arrêt de leur grève de la faim, leur assurant que leurs voies ont été entendues.
En novembre, Michel Tubiana, président de l’ONG EuroMed Rights, appelle les députés européens à faire pression sur le gouvernement turc pour la réintégration de Nuriye Gülmen, Semih Özakça et Esra Özakça, et mettre fin à la répression contre l'opposition.
En janvier 2018, à la suite de la libération de Nuriye Gülmen, des universitaires belges publient une lettre ouverte adressée au président turc dans laquelle ils expriment leur solidarité avec Nuriye Gülmen et Semih Özakça, et dénoncent l’injustice de leurs traitements.